# Deutzia longifolia
Deutzia longifolia är en hortensiaväxtart som beskrevs av Adrien René Franchet. Deutzia longifolia ingår i släktet deutzior, och familjen hortensiaväxter. Utöver nominatformen finns också underarten D. l. pingwuensis.

## Bildgalleri

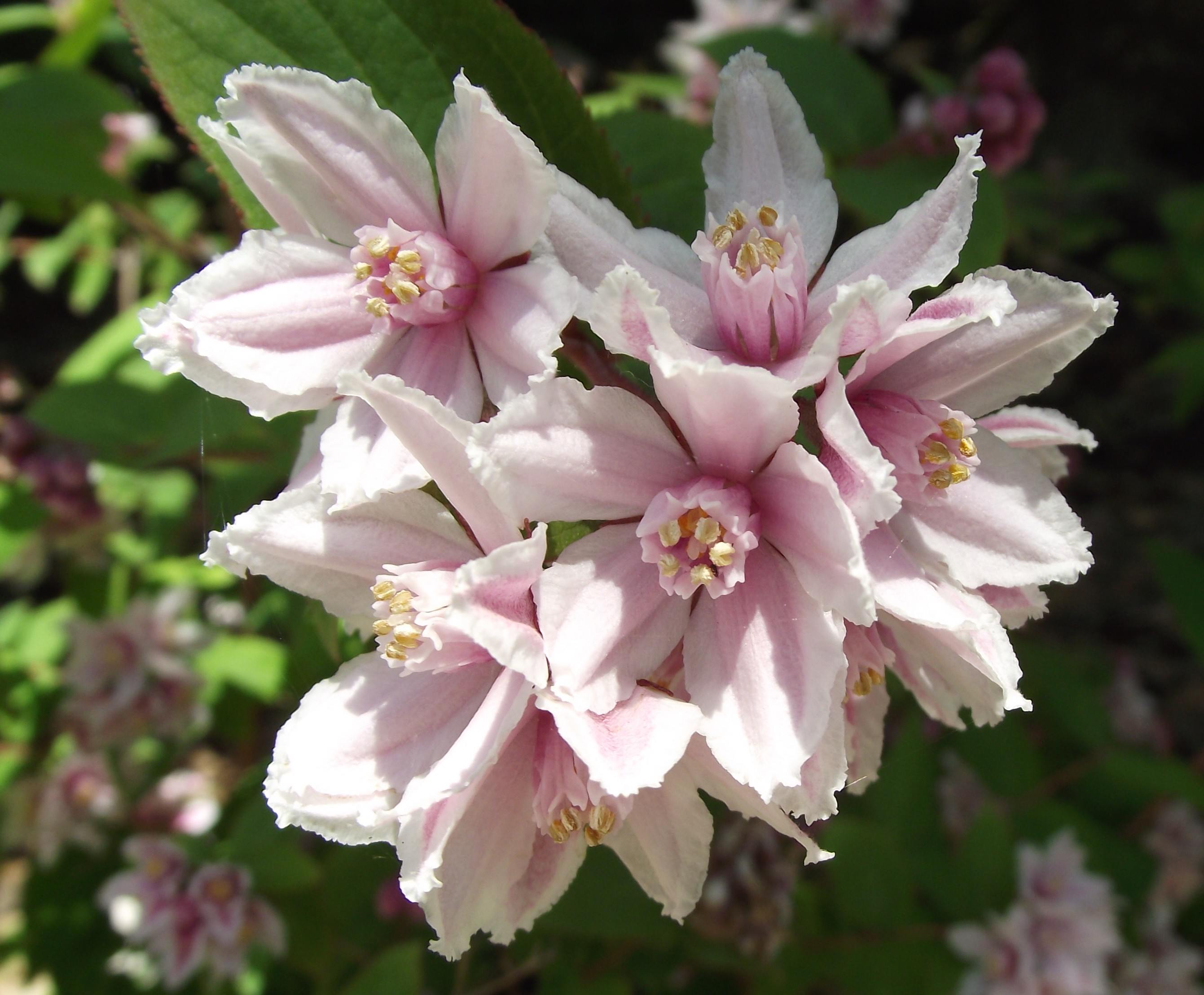
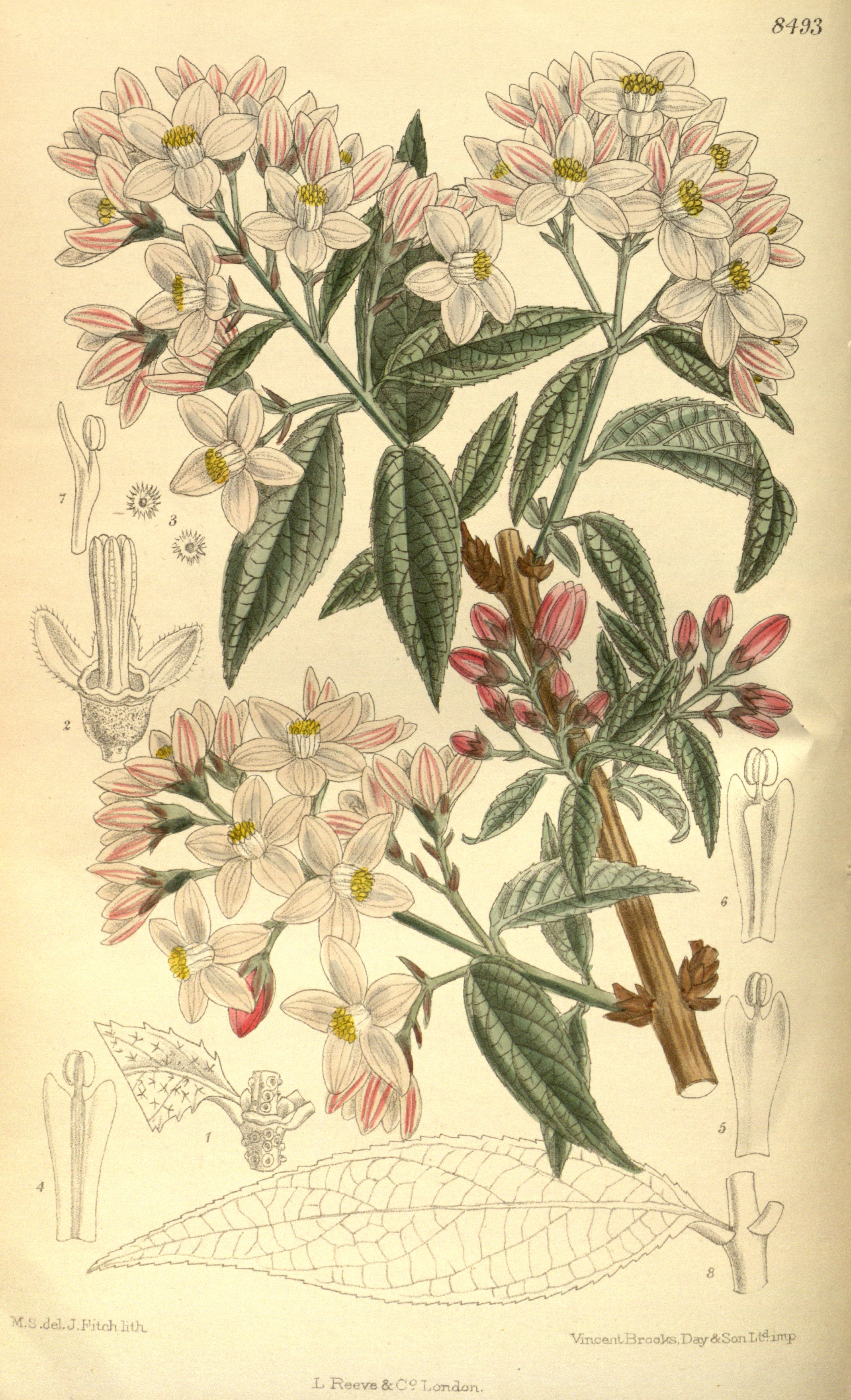